# Alphus capixaba
Alphus capixaba là một loài bọ cánh cứng trong họ Cerambycidae.